# Ойленберг (Вестервальд)
Ойленберг (нем. Eulenberg) — община в Германии, в земле Рейнланд-Пфальц.
Входит в состав района Альтенкирхен-Вестервальд. Подчиняется управлению Фламмерсфельд. Население составляет 54 человека (на 31 декабря 2010 года). Занимает площадь 1,16 км².

## Население
| Год  | Численность | Численность |
| ---- | ----------- | ----------- |
| 1975 | 73          | [ 4 ]       |
| 2017 | 44          | [ 1 ]       |
| 2019 | 50          | [ 5 ]       |
| 2021 | 47          | [ 6 ]       |
| 2022 | 50          | [ 7 ]       |
| 2023 | 55          | [ 2 ]       |